# Giovanni Di Guglielmo
Giovanni Di Guglielmo (San Paolo, 22 settembre 1886 – Roma, 19 febbraio 1961) è stato un ematologo e patologo italiano.

## Biografia
Nato in Brasile da genitori originari di Andretta, paese della provincia di Avellino, ritornò definitivamente in Italia all'età di sei anni. Laureatosi in Medicina nel 1911 a Napoli, vi ritornò nel 1912, dopo un tirocinio medico di 6 mesi in Brasile, ove ancora vivevano i suoi genitori; conseguita nel 1916 a Napoli la libera docenza in Patologia Speciale Medica dedicò, sotto la guida del Professor Adolfo Ferrata, gran parte dei suoi interessi allo studio dell'ematologia. A lui si deve la scoperta della eritremia acuta, che porta il suo nome: rara malattia neoplastica caratterizzata dalla abnorme proliferazione di eritroblasti nel midollo osseo.
Dopo la I guerra mondiale, alla quale partecipò come ufficiale medico, fu aiuto di Clinica medica nelle Università degli Studi di Napoli (1921), Messina (1921-1922), Siena (1922-1924) e Pavia (1924-1927).
Fu docente di Patologia medica a Modena (1927-1928) e Pavia (1927-1931) e di Patologia medica e di Clinica medica a Catania (1931-1938) e a Napoli (1938-1951) ove fu anche preside della Facoltà di Medicina e Chirurgia. Concluse la sua attività come Direttore della Clinica medica dell'Università di Roma (1951-1956). Fu anche Presidente delle Società Italiana, Europea e Internazionale di Ematologia.

## Onorificenze
Gli furono conferite:
- lauree "honoris causa" presso le Università di Friburgo e di Santiago del Cile,
- la Legion d'onore della Repubblica Francese,
- il Premio internazionale Riberi,
- il Premio Feltrinelli 1959 dell'Accademia dei Lincei[1]